# 북예멘

북예멘의 위치

북예멘의 국기: 예멘 왕국 (1927–1962)

북예멘의 국기: 예멘 아랍 공화국 (1962–1990)

북예멘은 예멘 아랍 공화국(1962–1990)과 그 이전의 예멘 왕국(1918–1962)을 가리킨다. 아라비아 반도 남부에 있는 현재의 예멘 북부 지역에 있던 나라이다.
두 나라 모두 "북예멘"이라는 이름을 공식 국호에 쓰지는 않았으나, 1967년 남아라비아 연방이 남예멘 인민 공화국으로 독립하면서 구분을 위해 쓰이기 시작했다. 1967년 이전엔 북예멘을 가리켜 "예멘"이라고 불렀다. 1970년 남예멘은 이름을 예멘 인민 민주 공화국으로 바꾸면서 두 예멘을 북예멘과 남예멘으로 구분해서 부르게 되었다. 두 예멘은 1990년 통일 정부를 구성하여 한 나라가 되었다.

## 같이 보기
- 예멘
- 예멘의 역사
- 예멘 아랍 공화국
- 예멘 왕국
- 남예멘
- 예멘의 통일